# Manfreda guerrerensis
Manfreda guerrerensis är en sparrisväxtart som beskrevs av Eizi Matuda. Manfreda guerrerensis ingår i släktet Manfreda och familjen sparrisväxter. Inga underarter finns listade i Catalogue of Life.